# Хендерсон (Ајова)
Хендерсон (енгл. Henderson) град је у америчкој савезној држави Ајова. По попису становништва из 2010. у њему је живело 185 становника.

## Демографија
Према попису становништва из 2010. у граду је живело 185 становника, што је 14 (8,2%) становника више него 2000. године.
| Група             | 2000.       | 2010.       |
| Белци             | 169 (98,8%) | 184 (99,5%) |
| Афроамериканци    | 0 (0,0%)    | 0 (0,0%)    |
| Азијати           | 0 (0,0%)    | 0 (0,0%)    |
| Хиспаноамериканци | 2 (1,2%)    | 1 (0,5%)    |
| Укупно            | 171         | 185         |